# Мануеліно

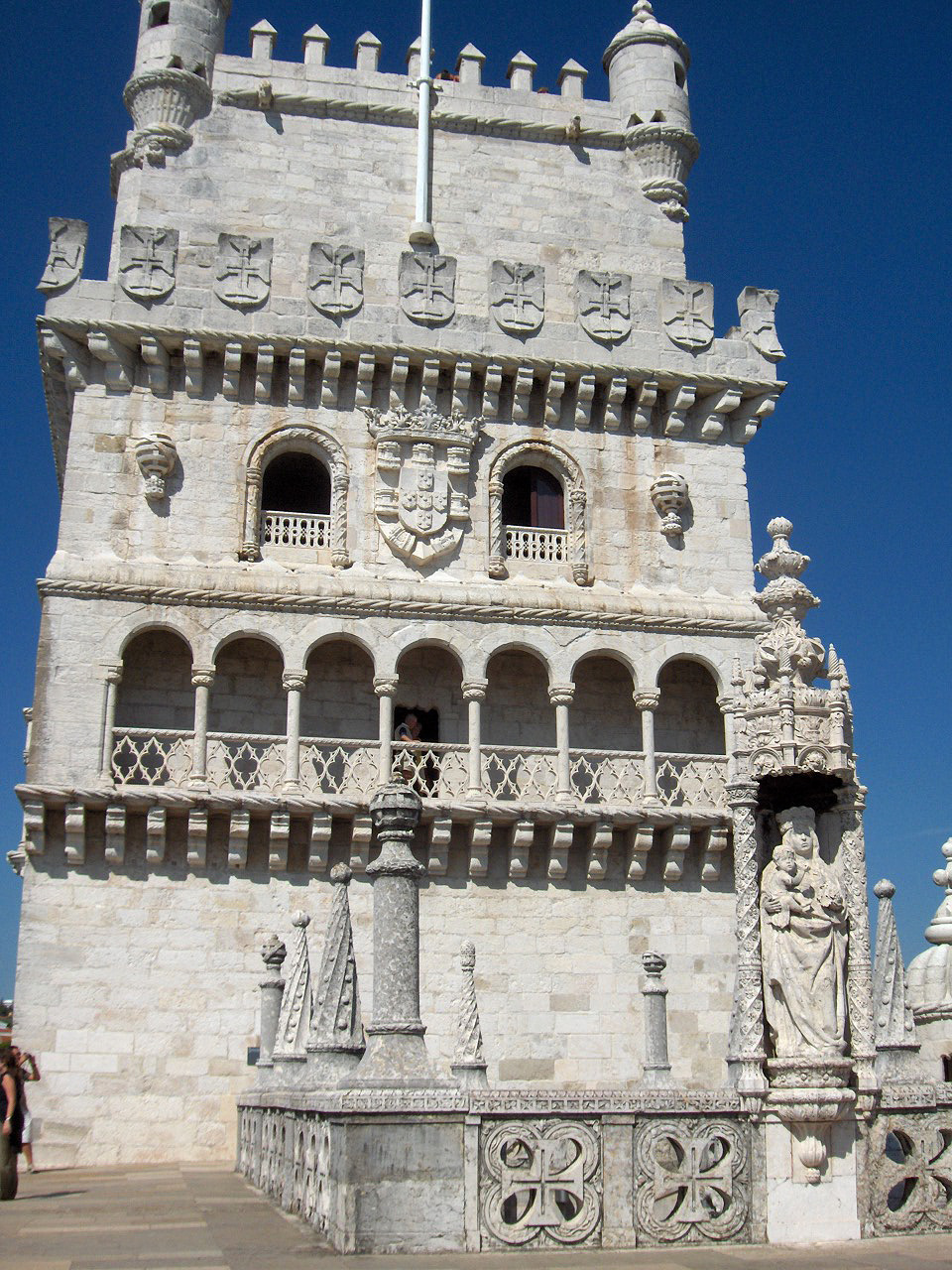
Башта Белен у Лісабоні традиційно вважається однією з найяскравіших споруд стилю мануеліно

Мануеліно, мануелів стиль (порт. Estilo manuelino), або пізня португальська готика (порт. gótico português tardio) — декоративно-архітектурний стиль, який з'явився у Португалії на початку XVI століття. Дістав свою назву від імені короля Мануела I. Внаслідок відкриття морського шляху до Індії за правління цього короля Португалія перетворилась на світову морську державу і ці досягнення мали бути увіковіченні у відповідному архітектурному стилі. На території Кастилії в той же часовий проміжок розвинувся аналогічний декоративний пізньоготичний стиль — Ісабеліно, від імені кастильської королеви Ізабели.

## Опис
Архітектурний стиль Мануеліно прийшов на заміну португальській готиці, багато що від неї успадкувавши та багато чим збагативши португальське мистецтво в цілому. Притаманне втілення безмежного світу в дуже конкретних деталях — чудернацьких рослинних орнаментах, канатах, колонах-«пальмах».
Загальний дух споруд цього стилю є монументальним і вишуканим водночас. Вільний простір між колонами не перешкоджає світлу, що ллється в інтер'єр. Все це створює єдиний прозорий та легкий об'єм споруд. Є специфічним суто португальським архітектурно-декоративним стилем, і хоча він був відкритим впливам та видозмінам, але, попри тісні контакти Португалії з Італією, мотивам заморського походження у стилі приділялось, безперечно, більшої ваги ніж досягненням італійської ренесансної архітектури.

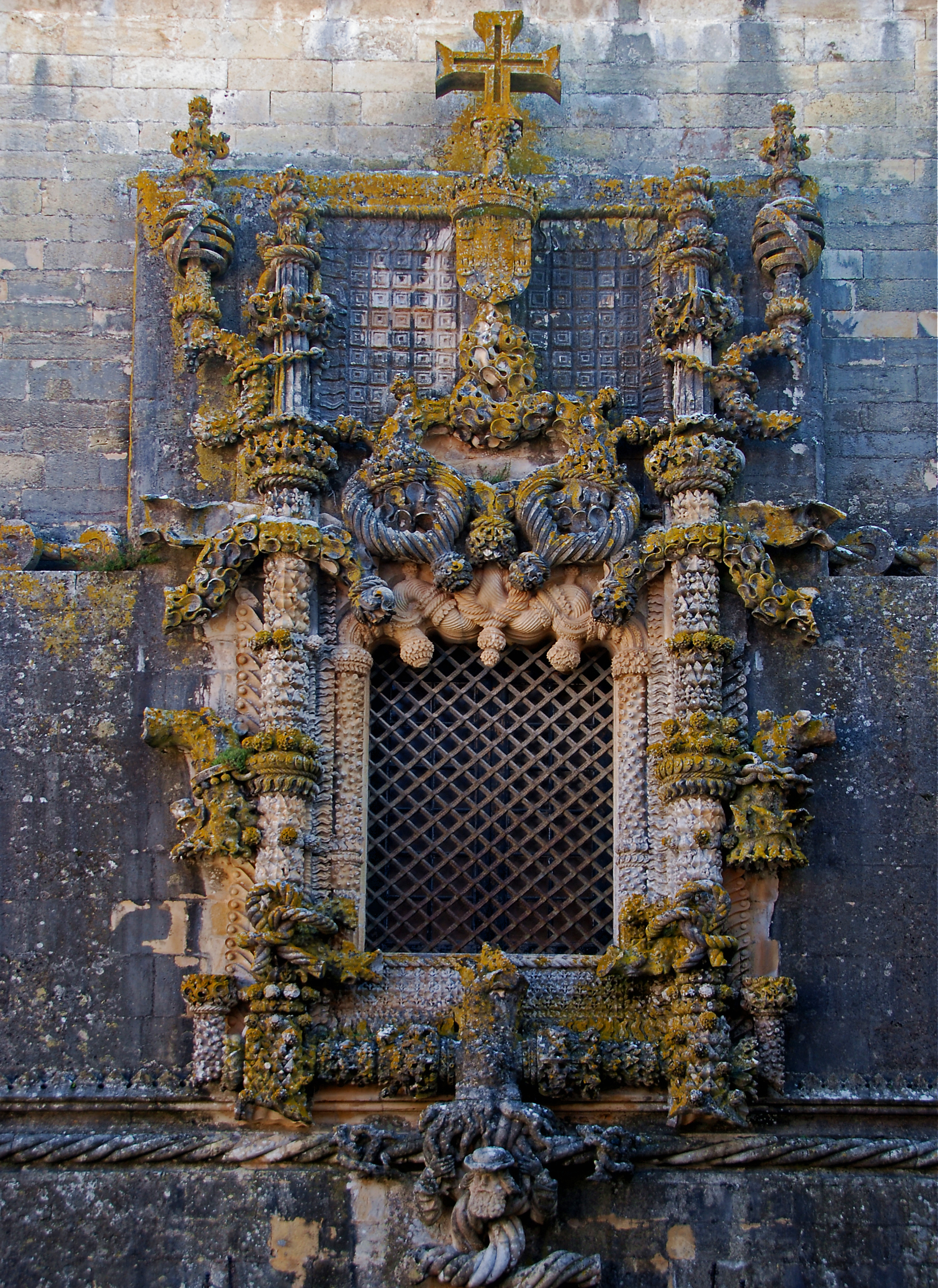
Вікно монастиря Христа в Томарі — відомий приклад стилю мануеліно

## Приклади
До моменту своєї смерті у 1521 році, король Мануель I профінансував 62 будівельні проєкти. Однак багато оригінальної архітектури в стилі мануеліно в Португалії було втрачено або пошкоджено після реставрації в результаті землетрусу в Лісабоні 1755 року та подальшого цунамі. Зокрема, у Лісабоні був знищений палац Рібейра, резиденція короля Мануеая I, лікарня Реал де Тодос ос Сантос, а також кілька церков. Однак місто все ще має видатні зразки стилю в монастирі Жеронімуш (в основному за проєктом Діоґо Бойтака та Жоао де Кастільйо) та в невеликій фортеці Торре-де-Белен (за проєктом Франсіско де Арруда). Обидва вони розташовані недалеко один від одного в районі Белен. Портал церкви Носса-Сеньора-да-Консейсан-Велья в центрі Лісабона також пережив руйнування.
За межами Лісабона церква та ділова частина монастиря Христа в Томарі (за проєктом Діоґо де Арруда) є головним пам'ятником стилю Мануеліно. Зокрема, велике вікно капітульного будинку, з його фантастичними скульптурними рослинними мотивами є одним із найнезвичайніших досягнень цього стилю.
У цьому стилі також побудовані Капеллаш Імперфейташ («незакінчені каплиці») в Батальському монастирі,

## Галерея

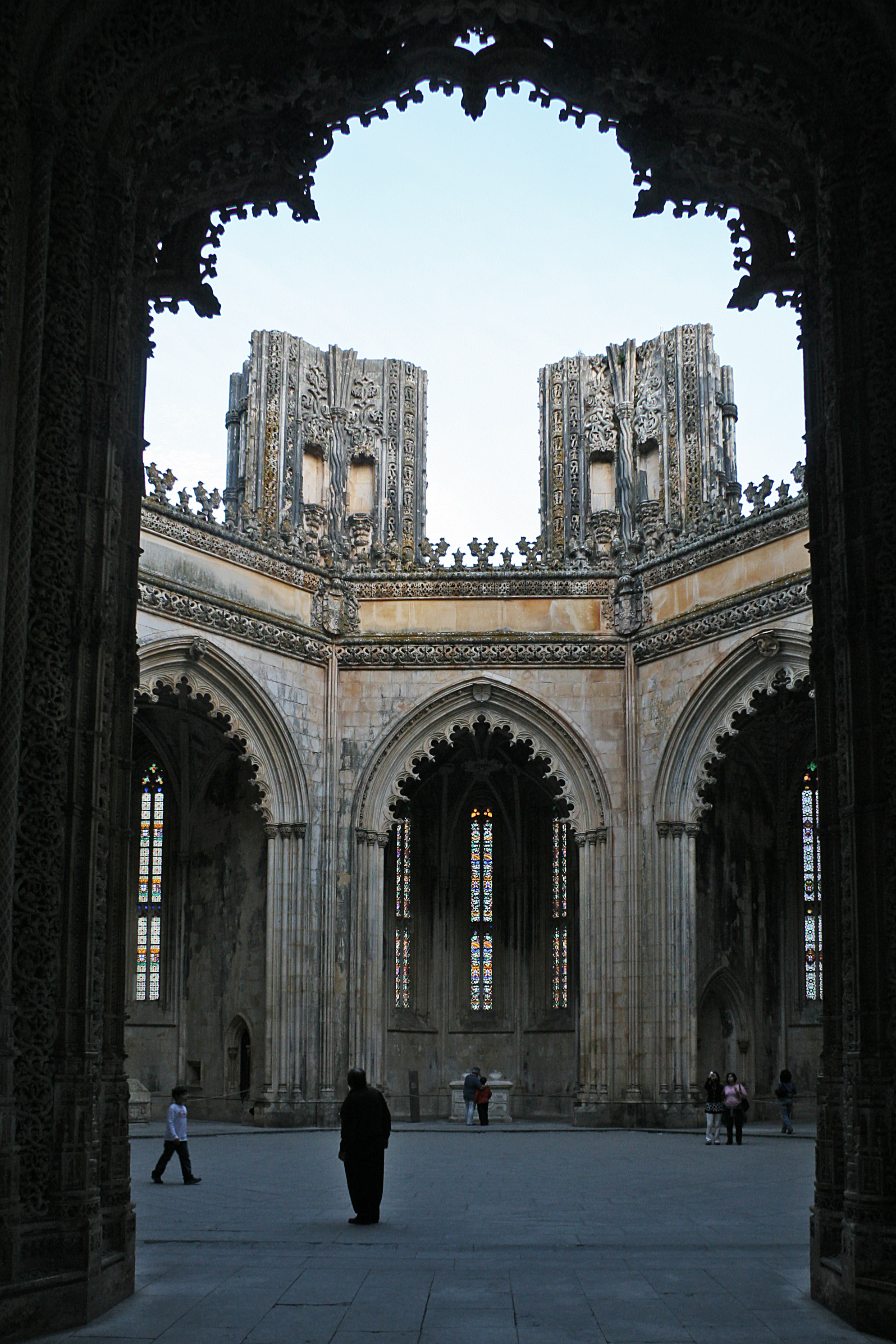
Незакінчені каплиці Батальського монастиря.
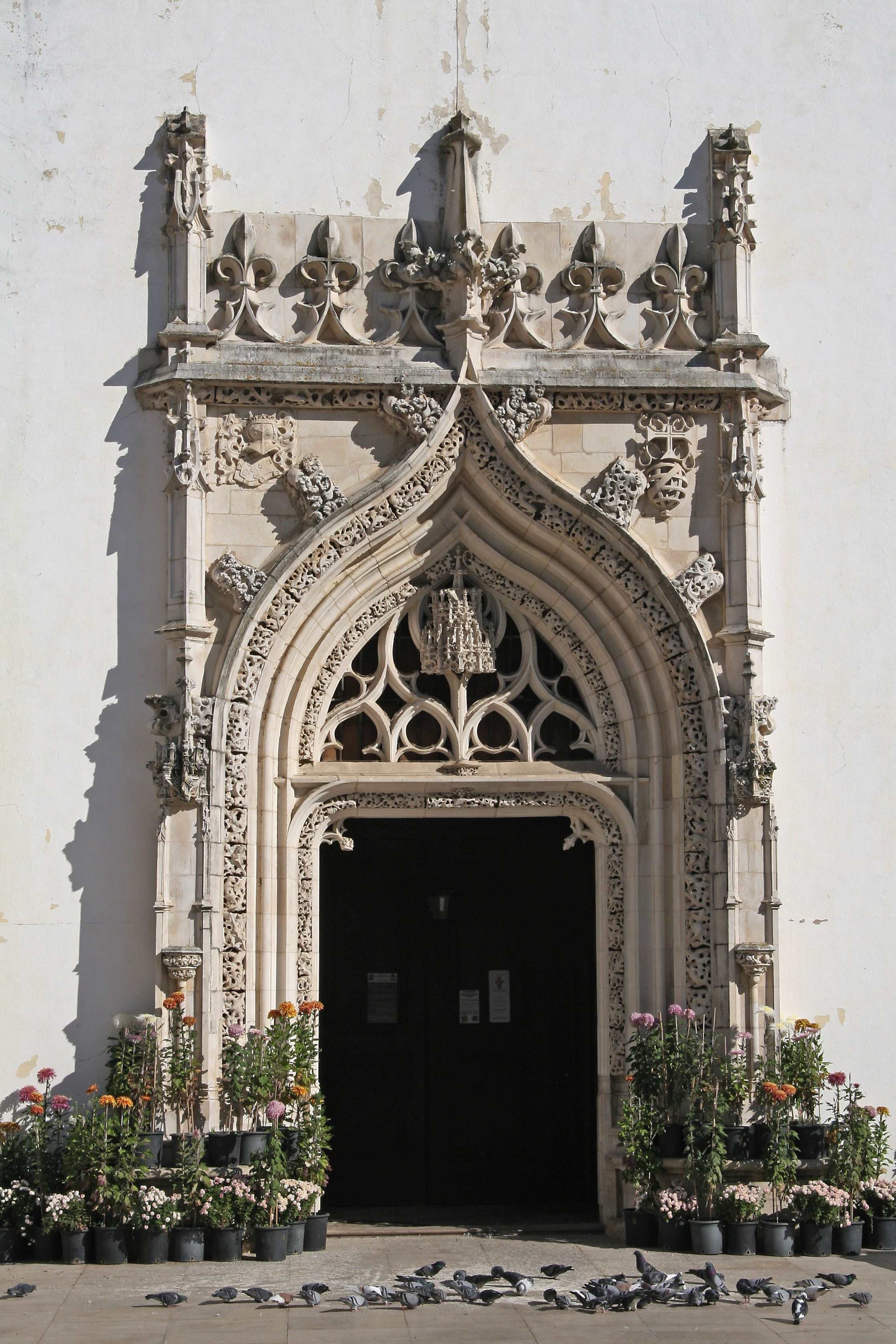
Портал церкви собору Сан-Жуан. Томар. Португалія
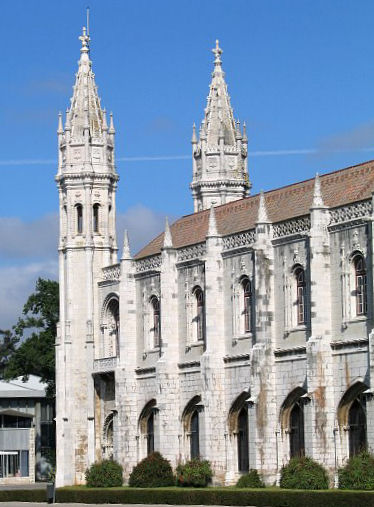
Монастир єронімітів. Лісабон
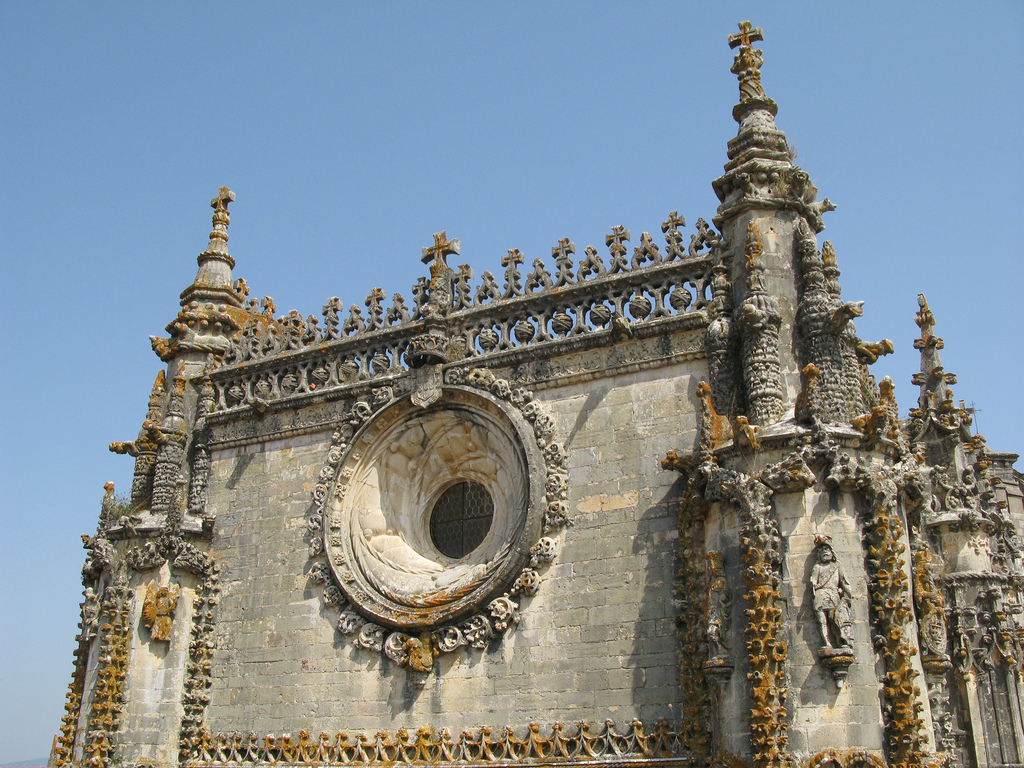
Вишукане вікно над західним фасадом церкви, Монастир Христа в Томарі